# Paspalum chaffanjonii
Paspalum chaffanjonii är en gräsart som beskrevs av Paul Jean Baptiste Maury. Paspalum chaffanjonii ingår i släktet tvillinghirser, och familjen gräs. Inga underarter finns listade i Catalogue of Life.